# Lukáš Podpěra
Lukáš Podpěra (* 4. února 1995 Praha) je český hráč deskové hry go.

## Životopis
Narodil se v Praze. Vystudoval Gymnázium Nad Alejí. Do května 2018 studoval obor čínská filologie na Filozofické fakultě Univerzity Palackého v Olomouci. Následně pak ještě rok studoval obor Geografie a kartografie na Přírodovědecké fakultě Univerzity Karlovy. Ani jedno studium však nedokončil.

## Goistická kariéra
Dle svých slov se s hrou go setkal v pěti letech díky svému otci. Aktivněji se začal hře věnovat o dva roky později - začal navštěvovat kroužek go Jany Hricové. O další rok později již hrál na turnaji v Mikulově. Ve dvanácti letech se dostal na úroveň 2. danu. Opakovaně se zúčastnil měsíčních zahraničních výukových pobytů v Jižní Koreji v letech 2012 a 2013 a následně na přelomu 2014/2015 v Pekingu v Číně. Zážitky ze studijních pobytů zachycoval na svém blogu. 
K lednu 2022 byl dle hodnocení European Go Database (EGD) nejsilnějším českým hráčem, a zároveň jediným v historii s nejvyšší amatérskou třídou 7. dan. Dle statistik EGD odehrál přes 400 turnajů a jeho hodnocení GoR je 2723, což ho řadí mezi deset nejsilnějších hráčů evropského Go. V současnosti se aktivně zabývá kromě hraní také učením a propagací go.

## Herní úspěchy
- 4. Místo na mezinárodním šampionátu Korea Prime Minister Cup 2023 (Kjongdžu)[8]
- 4. místo na Mistrovství světa amatérů 2021 (Vladivostok)[9]
- 3. místo na Mistrovství Evropy 2019 (Brusel)[10]
- 1. místo na Mistrovství Evropy studentů 2019 (Kyjev)[11]
- 3. místo na Mistrovství Evropy 2016 (Petrohrad)[12]
- 6. místo na Mistrovství světa amatérů 2014 (Kjongdžu)[13]
- 1. místo na Mistrovství Evropy týmů 2013 (Olštýn)[14]
- Dvojnásobný Mistr Evropy juniorů do 20 let: 2014 (Bognor Regis)[15], 2012 (Petrohrad)[16]
- Sedminásobný Go Baron: 2022, 2021, 2020, 2019 , 2017, 2016 , 2015[17]
- Šestinásobný Mistr České republiky: 2023 (Blansko), 2021 (Háj ve Slezsku), 2020 (online), 2018 (Frýdek-Místek), 2016 (Mokrá-Horákov), 2013 (Praha)[17]